# Hits of the 50's
Hits of the 50's är det sjätte studioalbumet med den amerikanske soulsångaren Sam Cooke. Albumet spelades in två veckor efter inspelningen av hans förra album, Cooke's Tour. Hits of the 50's var Cookes andra album på skivbolaget RCA Victor och lanserades augusti 1960. Albumet är ett coveralbum och består av sånger som tidigare sjungits av bland andra Doris Day, Nat King Cole, The Platters och Frankie Avalon.
Glenn Osser arrangerade samtliga låtar och dirigerade kompbandet och stråkorkestern. Hugo & Luigi (Hugo Peretti och Luigi Creatore) producerade albumet.

## Låtlista

### Sida 1
1. "Hey There" (Richard Adler, Jerry Ross)  – 2:32
2. "Mona Lisa" (Ray Evans, Jay Livingston)  – 2:34
3. "Too Young" (Sidney Lippman, Sylvia Dee)  – 2:08
4. "The Great Pretender" (Buck Ram)  – 3:02
5. "You, You, You" (Olias Lotar, Robert Mellin)  – 2:45
6. "Unchained Melody" (Alex North, Hy Zaret)  – 3:24

### Sida 2
1. "The Wayward Wind" (Stanley Lebowsky, Herbert Newman)  – 3:10
2. "Secret Love" (Sammy Fain, Paul Francis Webster)  – 2:46
3. "The Song from Moulin Rouge" (Georges Auric, William Engvick)  – 2:30
4. "I'm Walking Behind You" (Billy Reid)  – 2:45
5. "Cry" (Churchill Kohlman)  – 2:13
6. "Venus" (Ed Marshall, Peter DeAngelis)  – 2:53